# Georg Lotheissen
Georg Lotheissen (* 14. September 1868 in Genf; † 28. Oktober 1941 in Wien) war ein österreichischer Chirurg.

## Leben
Georg Lotheissen war der Sohn des deutsch-österreichischen Romanisten und Kulturhistorikers Ferdinand Lotheissen (1833–1887). Er studierte ab 1886 Medizin an der Universität Wien, wo er 1892 promoviert wurde. Anschließend arbeitete er bei Emil Zuckerkandl (1849–1910), Theodor Billroth (1829–1894) und Carl Gussenbauer (1842–1903) sowie von 1895 bis 1901 als erster Assistent bei Viktor von Hacker (1852–1933) in Innsbruck. 1899 wurde er habilitiert. Ab 1902 arbeitete er als Primararzt und Vorstand der Chirurgischen Abteilung am Kaiser-Franz-Josef-Spital in Wien. 1915 wurde er außerordentlicher Professor an der Universität Wien und 1921 zum Hofrat ernannt. 1935 ging er in den Ruhestand.
Lotheissen tat sich hervor durch seine Forschungen auf dem Gebiet der Ösophagusstriktur (Einengung der Speiseröhre) und der Narkosetechnik sowie durch seine Operationsmethode der Schenkelhernie.

## Schriften (Auswahl)
- Zur Casuistik der Unterleibstumoren beim Weibe. In: Wiener Klinische Wochenschrift. Jg. 8, 1895.
- Zur Radikaloperation der Schenkelhernien. In: Centralblatt für Chirurgie. Jg. 25, 1898.
- Über die Narkose mit Aethlchlorid. In: Archiv für klinische Chirurgie. Band 57, 1898.
- G. Lotheissen: Die angeborenen Mißbildungen, Erweiterungen und Divertikel, die Neubildungen der Speiseröhre. In: E. v. Bergmann, P. v. Bruns, J. v. Mikulicz (Hrsg.): Handbuch der praktischen Chirurgie. Band 2, 1899.
- G. Lotheissen: Oesophagus. In: T. Kocher, F. de Quervain (Hrsg.): Die Encyklopädie der gesamten Chirurgie. 2 Teile (1902–1903).
- Hernie, Unfall und Incarceration. In: Wiener Medizinische Presse. 1903.
- Die Oesophagoskopie beim Divertikel. In: Archiv für klinische Chirurgie. Band 71, 1903.
- Viktor von Hacker, Georg Lotheissen: Chirurgie der Speiseröhre. In: Neue deutsche Chirurgie. Band 34. F. Enke Verlag, Stuttgart 1926.